# Amphilophus

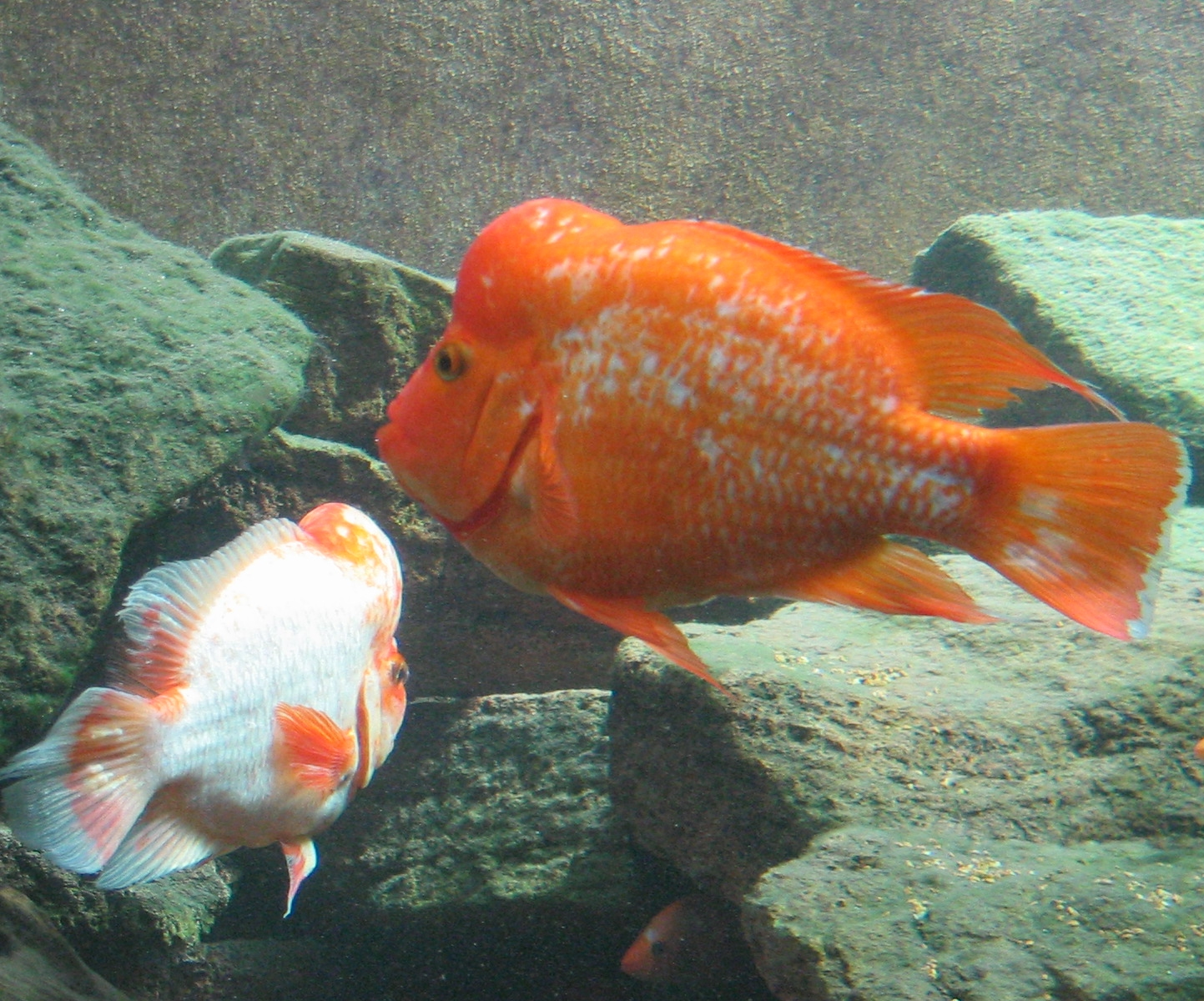
Dos exemplars de cíclid de Mides al Shedd Aquarium de Chicago (Estats Units).

Amphilophus és un gènere de peixos de la família dels cíclids i de l'ordre dels perciformes.

## Distribució geogràfica
És originari de l'Amèrica Central.

## Taxonomia
- Amphilophus alfari (Meek, 1907[2]
- Amphilophus altifrons  (Kner, 1863)[3]
- Amphilophus amarillo (Stauffer & McKaye, 2002)[4]
- Amphilophus astorquii (Stauffer, McCrary & Black, 2008)[5]
- Amphilophus bussingi (Loiselle, 1997)[6]
- Amphilophus calobrensis (Meek & Hildebrand, 1913)[7]
- Amphilophus chancho (Stauffer, McCrary & Black, 2008)[5]
- Amphilophus citrinellus (Günther, 1864)[8]
- Amphilophus diquis (Bussing, 1974)[9]
- Amphilophus flaveolus (Stauffer, McCrary & Black, 2008)[5]
- Amphilophus hogaboomorum (Carr & Giovannoli, 1950)[10]
- Amphilophus labiatus (Günther, 1864)[11]
- Amphilophus longimanus (Günther, 1867)[12]
- Amphilophus lyonsi (Gosse, 1966)[13]
- Amphilophus macracanthus (Günther, 1864)[14]
- Amphilophus margaritifer (Günther, 1862)[15]
- Amphilophus nourissati (Allgayer, 1989)[16]
- Amphilophus rhytisma (López, 1983)[17]
- Amphilophus robertsoni (Regan, 1905)[18]
- Amphilophus rostratus (Gill, 1877)	[19]
- Amphilophus sagittae (Stauffer & McKaye, 2002)[20]
- Amphilophus xiloaensis (Stauffer & McKaye, 2002)[21]
- Amphilophus zaliosus (Barlow, 1976)[22][23][24][25][26][27][28]